# تلميسارتان/أملوديبين
تلميسارتان/أملوديبين ويبُاع تحت الاسم التجاري توينستا، هو دواءٌ يُستخدم لعلاج ارتفاع ضغط الدم. هو مركبٌ بين تلميسارتان (من مضادات مستقبلات الأنجيوتينسن II) وأملوديبين (من حاصرات قنوات الكالسيوم). يُؤخذ هذا الدواء عن طريق الفم.
تتضمن الآثار الجانبية للدواء حدوث دوخة وتورم وألم في الظهر. قد تحدث أيضًا آثارٌ جانبيةٌ خطيرة، وتتضمن انخفاض ضغط الدم، والقصور الكلوي، واضطرابات الكهرل، وحدوث نوبة قلبية. استعمال هذا الدواء خلال الحمل قد يؤذي الجنين. يعملُ تلميسارتان عبر كبح تأثير أنجيوتنسين II، أما الأملوديبين فيعمل من خلال تقليل أيونات الكالسيوم الداخلة إلى العضلات الملساء وعضلة القلب.
تمت الموافقة على استعمال هذا المُركب الدوائي طبيًا في الولايات المتحدة في عام 2009. يُعتبر هذا الدواء ضمن قائمة الأدوية الأساسية النموذجية لمنظمة الصحة العالمية، وهي قائمة بالأدوية المطلوبة والأكثر فعالية وأمانًا في النظام الصحي. يتوافر هذا الدواء على شكل دواء مكافئ. يُكلف هذا الدواء في الولايات المتحدة على الأقل 57 دولار لكل شهر في 2019.

## روابط خارجية
- معلومات الدواء من NIH